# Wildlife Photographer of the Year
Il Wildlife Photographer of the Year è un concorso internazionale annuale di fotografia naturalistica organizzato dal Natural History Museum di Londra, nel Regno Unito. C'è una mostra delle immagini vincitrici e premiate ogni anno al museo, che in seguito fa il giro del mondo. L'evento è stato descritto come uno dei concorsi fotografici più prestigiosi al mondo.
In passato è stato conosciuto come BG Wildlife Photographer of the Year dal 1990 al 2003, e brevemente come Shell Wildlife Photographer of the Year, Kodak Wildlife Photographer of the Year e Prudential Wildlife Photographer of the Year . La prima competizione si tenne nel 1964, con tre categorie e circa 600 iscritti. Nel 2008 il concorso ha ricevuto oltre 32.000 iscrizioni da 3100 fotografi in 82 paesi.
Ogni anno dal 1992 è stato pubblicato un libro di opere vincitrici e seconde classificate, con due libri pubblicati nel 1994 (i primi tre volumi sono stati pubblicati l'anno successivo allo svolgimento dei concorsi corrispondenti). I primi volumi sono diventati oggetti da collezione.

## Concorso
È possibile inviare una volta all'anno un massimo di 25 immagini che vanno da intimi ritratti di animali a paesaggi suggestivi, da fotoreportage a tecniche innovative, in 12-17 categorie permanenti e alternative. Dal 2003 il primo premio viene selezionato tra le immagini vincitrici delle varie categorie e viene assegnato a una singola immagine anche nel concorso adulti e giovani. Il fotografo di età pari o inferiore a 17 anni che invia la migliore immagine riceve il titolo di "The Young Wildlife Photographer of the Year", mentre l'autore della migliore immagine di età superiore ai 17 anni diventa "The Wildlife Photographer of the Year" (questo premio non è mai stato vinto nella categoria adulti più di una volta). La scadenza per l'invio delle immagini è verso la fine di febbraio e i risultati diventano pubblici a metà ottobre.
Le immagini vincitrici vengono selezionate tra circa 50.000 candidature ricevute da quasi 100 paesi in tutto il mondo, in tre round da una giuria prestigiosa e professionale. La cerimonia di premiazione si svolge al Natural History Museum di Londra. In questa occasione esce l'ultimo portfolio di Wildlife Photographer of the Year, che presenta le immagini vincitrici. Dopo la cerimonia di premiazione, la mostra Wildlife Photographer of the Year, di altissima qualità ed importanza, apre le sue porte a Londra e successivamente va in tournée in tutto il mondo durante tutto l'anno, attirando oltre 5 milioni di visitatori

## Categorie
I fotografi possono inserire le loro immagini in una serie di categorie, i cui criteri si basano principalmente sull'oggetto delle immagini. Sono inoltre previste 3 categorie per gli under 18 e 3 premi speciali. Il numero e il nome delle categorie cambia pressoché ogni anno. In ogni categoria vengono solitamente scelte una immagine vincitrice, una seconda e diverse immagini altamente lodate, anche se a volte i giudici non scelgono un vincitore o una seconda classificata in una particolare categoria se ritengono che lo standard delle voci non sia abbastanza alto.
Le categorie del concorso 2022 sono state le seguenti:
1. Animali nel loro ambiente
2. Ritratti di animali
3. Comportamento: anfibi e rettili
4. Comportamento: Uccelli
5. Comportamento: Invertebrati
6. Comportamento: Mammiferi
7. Oceani: La visione d’insieme
8. Piante e funghi
9. Arte naturale
10. Il mondo subacqueo
11. Fauna urbana
12. Zone umide: La visione d’insieme
13. Fotogiornalismo
14. Riconoscimento Fotogiornalista - Fotostoria
15. Riconoscimento “Stella nascente – Rising Star” (età compresa tra i 18 e i 26 anni)
16. Riconoscimento “Fotografo Naturalista – Wildlife Photographer” (dai 27 anni in su)

## Vincitori dal 1984
- 1984: Richard und Julia Kemp (Diving goosander)
- 1985: Charles Summers (Young cheetah coming to grips with its first springbok)
- 1986: Rajesh Bedi (Himalayan black bear)
- 1987: Jonathan Scott (Wild dog immobilising wildebeest)
- 1988: Jim Brandenburg (Gemsbok in the Namib desert, Namibia)
- 1989: Jouni Ruuskanen (Red-throated diver)
- 1990: Wendy Shattil (Red fox cub)
- 1991: Frans Lanting (Portfolio of 10 Images)
- 1992: André Bärtschi (Red and green macaws)
- 1993: Martyn Colbeck (Bull elephant dusting)
- 1994: Thomas D. Mangelsen (Polar bear and arctic fox)
- 1995: Cherry Alexander (Blue iceberg, Antarctica)
- 1996: Jason Venus (Badger running)

- 1997: Tapani Räsänen (Common tern fishing)
- 1998: Manfred Danegger (Boxing hares)
- 1999: Jamie Thom (Leopard with rising moon)
- 2000: Manoj Shah (Orang-utan and baby)
- 2001: Tobias Bernhard (Grey reef shark)
- 2002: Angie Scott (African elephant family watching a grey heron)
- 2003: Gerhard Schulz (Gorilla and boy)
- 2004: Doug Perrine (Bronze whalers charging a baitball)
- 2005: Manuel Presti (Sky chase)
- 2006: Göran Ehlmé (Beast of the sediment)
- 2007: Ben Osborne (Elephant creation)
- 2008: Steve Winter (Snowstorm leopard)
- 2009: José Luis Rodríguez (disqualifiziert) (The storybook wolf)

- 2010: Bence Máté (A marvel of ants)
- 2011: Daniel Beltrá (Still life in oil)
- 2012: Paul Nicklen (Bubble-jetting Emperors)
- 2013: Greg du Toit (Essence of Elephants)
- 2014: Michael Nichols (The last great picture)
- 2015: Don Gutoski (A tale of two foxes)
- 2016: Tim Laman (Entwined life)
- 2017: Brent Stirton (Memorial to a species)
- 2018: Marsel van Oosten (The Golden Couple)
- 2019: Yongqing Bao (The Moment)
- 2020: Sergey Gorshkov (The Embrace)
- 2021: Laurent Ballesta (Creation)
- 2022: Karine Aigner (Behaviour: Invertebrates)